# Karabin Martini-Henry

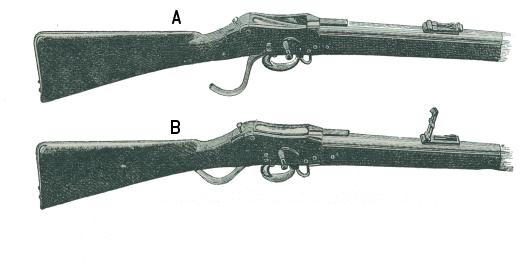
Karabin Martini-Henry
A) zamek otwarty
B) zamek zamknięty

Martini-Henry – brytyjski karabin jednostrzałowy wprowadzony do uzbrojenia w drugiej połowie XIX wieku.

## Historia
W 1866 roku do uzbrojenia armii brytyjskiej przyjęto jednostrzałowy, odtylcowy karabin Enfield-Snider. Był to przebudowany odprzodowy karabin Enfield M1853. Natychmiast po rozpoczęciu procesu przebudowy starych karabinów odprzodowych rozpoczęto przygotowania do wprowadzenia do uzbrojenia nowej konstrukcji, od początku projektowanej jako broń odtylcowa.
Pierwszy konkurs odbył się w 1866 roku, ale pomimo przedstawienia komisji konkursowej ponad 100 konstrukcji nie wyłoniono zwycięzcy. W 1867 roku ogłoszono drugi konkurs. Tym razem zdecydowano się na oddzielny wybór mechanizmu zamkowego i lufy. W wyniku testów około 50 karabinów komisja zdecydowała, że najlepszy będzie karabin łączący zamek skonstruowany przez Friedricha von Martini z lufą konstrukcji Alexandra Henry'ego.
Skonstruowany przez Martiniego zamek był zamkiem obrotowym, o osi obrotu zamka prostopadłej do osi lufy, otwieranym przy pomocy dźwigni znajdującej się za osłoną spustu. Zamek ten był rozwinięciem zamka opatentowanego w 1862 roku przez Henry'ego Peabody. Podstawową różnicą było zastosowanie sprężyny działającej na masywną iglicę, podczas gdy karabin Peabody miał kurek zewnętrzny. Po opatentowaniu zamka Martiniego w 1868 roku Peabody oskarżył go o naruszenie swojego patentu, ale nie zdecydował się na wytoczenie procesu.
W 1869 roku wyprodukowano 200 karabinów Martini-Henry, a następnie dostarczono je kilku jednostkom armii i Royal Navy w celu przeprowadzenia testów w warunkach polowych. Karabin oceniono dobrze, ale skarżono się na zbyt niską energię wylotową pocisku naboju kalibru .450 Martini. W celu zwiększenia energii pocisku łuskę wydłużono i zwiększono ładunek prochu czarnego do 5,5 g, ale wtedy pojawiły się problemy z wytrzymałością długiej, papierowej łuski. Ostatecznie do zasilania nowego karabinu przystosowano sprawdzony nabój .577 Enfield-Snider. Jego łuskę zwężono w przedniej części i osadzono w niej pocisk kalibru .450. Nowy nabój .577/.450 Martini-Henry został przetestowany w 1870 roku razem z 22 karabinami z odpowiednio zmodyfikowanymi komorami nabojowymi. Po pomyślnym przetestowaniu karabinów i zmodyfikowanej amunicji przewodniczący komisji konkursowej zarekomendował wprowadzenie nowej broni do uzbrojenia.
Martini-Henry został oficjalnie przyjęty do uzbrojenia w kwietniu 1871 roku i w ciągu kilku lat zastąpił karabiny Enfield-Snider. Nowe karabiny zostały wkrótce użyte podczas wojny w Afganistanie (1878–1880) oraz wojen z Zulusami (1879 r.). Wprowadzono także nową amunicję w łusce metalowej.
W 1884 roku podczas odsieczy Chartumu pojawiły się ponownie kłopoty z amunicją. Zastosowana w amunicji Martini-Henry łuska metalowa składała się z żelaznego dna połączonego ze ściankami z cienkiego mosiądzu. W wysokiej temperaturze, przy wysokim zapyleniu kilkakrotnie doszło do wypadków urwania dna łuski podczas otwierania zamka lub prób wybicia łusek zablokowanych wewnątrz komory nabojowej wyciorem. W efekcie rozpoczęto produkcję naboi z łuską wykonaną całkowicie z mosiądzu.
W latach 80. XIX wieku pojawił się projekt wprowadzenia do uzbrojenia karabinu o mniejszym kalibrze. Prowadzono także próby różnych wzorów karabinów wyposażonych w magazynki. Jako rozwiązanie tymczasowe zaproponowano wprowadzenie do uzbrojenia wersji karabinu Martini-Henry wyposażonej w lufę kalibru .410. Przy okazji proponowano wydłużenie dźwigni zamkowej, co miało ułatwić otwieranie zamka. Ostatecznie na wprowadzenie nowego naboju nie zdecydowano się i karabiny Martini-Metford zostały przebudowane (wymieniono lufy na lufy kalibru 577/.450) oraz wprowadzone do uzbrojenia jako Martini-Henry Mk IV).
W latach 90. XIX wieku rozpoczął się proces zastępowania karabinów Martini-Henry nowymi karabinami powtarzalnymi Lee-Metford. Wycofywane z jednostek liniowych armii brytyjskiej karabiny trafiły do uzbrojenia armii indyjskiej, gdzie zastąpiły karabiny Enfield-Snider. W uzbrojeniu jednostek Home Guard karabiny Martini-Henry dotrwały wybuchu I wojny światowej.

## Wersje

### Karabiny
- Martini-Henry Mark I – pierwsza wersja seryjna. Produkcję tej wersji karabinu zakończono około 1880 roku, po wyprodukowaniu 500 000 egz. Większość wyprodukowanych karabinów wersji Mk I została później przebudowana do wersji Mk II. Karabiny Martini-Henry Mk I były produkowane przez Royal Small Arms Factory (RSAF) w Enfield i Birmingham Small Arms (BSA)
- Martini-Henry Mark II – wersja ze zmodernizowanym mechanizmem spustowym, wyposażona w nowy wycior. Produkowana do 1889 roku w zakładach RSAF, BSA, London Small Arms (LSA), oraz National Arms and Ammunition Co (NAA)
- Martini-Henry Mark III – wersja ze zmodernizowanym mocowaniem kolby i mniejszym wskaźnikiem napięcia kurka. Wzór został zatwierdzony w sierpniu 1879 roku, a oficjalnie wprowadzony do uzbrojenia w marcu 1882 roku. Produkowany przez RSAF, BSA, LSA, NAA i Henry Rifled Barrel Company
- Martini-Henry Mark IV – przebudowane karabiny Martini-Metford. Produkowany przez RSAF (istnieją egzemplarze z oznaczeniami BSA, ale nie istnieją dokumenty potwierdzające produkcję tej wersji karabinu w tej firmie).

### Karabinki
- Martini-Henry Carbine Mark I (M-H Carbine, Cavalry Mark I) – karabinek przeznaczony dla kawalerii. Wyposażony w lufę długości 543 mm. Używany przez brytyjską kawalerię w latach 1877–1882, produkowany do 1889 r. (po 1882 dla armii indyjskiej). Jedynym producentem była RSAF.
- Martini-Henry Garrison Artillery Carbine – wersja karabinka Mk I wyposażona w bagnet.
- Martini-Henry Artillery Carbine Mark I – karabinek przeznaczony dla artylerzystów. Zastąpił Martini-Henry Garrison Artillery Carbine. Podobnie jak on wyposażony w bagnet.

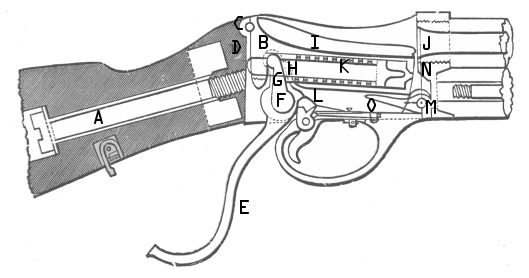
Przekrój części zamkowej karabinu Martini-Henry
A) śruba łącząca kolbę z tylcem komory zamkowej
B) zamek
C) oś zamka
D) tylec komory zamkowej
E) dźwignia zamkowa
F) oś zaczepy spustowego
G) zaczep spustowy (górna część)
H) iglica
I) wślizg nabojowy
J) komora nabojowa
K) sprężyna uderzeniowa
L) zaczep spustowy (dolna część)
M)oś wyrzutnika
N,O) ramiona wyrzutnika

- Martini-Henry Artillery Carbine Mark II – przebudowane karabiny Mk II wyposażone w skróconą lufę długości 271 mm.
- Martini-Henry Artillery Carbine Mark III – zmodernizowana wersja karabinka Mk II z celownikiem wyposażonym w osłony i lżejszą lufą. Karabinki tej wersji powstawały przez przebudowę karabinków Mk II. Powstało niewiele karabinków tej wersji.

## Opis
Martini-Henry był bronią jednostrzałową, z zamkiem obrotowym, o osi prostopadłej do osi lufy. Mechanizm spustowy ze sprężyną uderzeniową działającą bezpośrednio na masywną iglicę.
Zamek był otwierany przy pomocy dźwigni umieszczonej za osłoną spustu. Odchylenie dźwigni do dołu powodowało opadnięcie przedniej części zamka w dół i odsłonięcie wlotu komory nabojowej. Jeśli w lufie znajdowała się łuska, następowało jej częściowe wysunięcie przez wyrzutnik. Po ewentualnym całkowitym usunięciu łuski nabój wkładano ręcznie do komory nabojowej i zamykano zamek. Zamknięcie zamka powodowało napięcie sprężyny uderzeniowej (na prawej stronie komory zamkowej znajdował się wskaźnik napięcia iglicy).
Lufa stalowa, gwintowana, z czterema bruzdami prawoskrętnymi.
Martini-Henry był wyposażony w łoże i kolbę drewniane.
Mechaniczne przyrządy celownicze składające się z muszki i celownika schodkowo-ramkowego (nastawy celownika do 1326 m).